# Соло (фільм, 1980)
«Соло» — радянський короткометражний чорно-білий фільм 1980 року режисера Костянтина Лопушанського, його дебютна — дипломна робота.

## Сюжет
Блокадний Ленінград, зима 1942 року. Соліст симфонічного оркестру працює над П'ятою симфонією Чайковського. Концерт відбудеться в Ленінградській філармонії й буде транслюватися в Лондон.

## У ролях
- Микола Гринько —  Олександр Михайлович, музикант-валторніст
- Юрій Родіонов —  Сергій
- Віктор Гоголєв —  Віктор Сергійович
- Гелена Івлієва —  керуюча будинком
- Нора Грякалова —  сусідка Олександра Михайловича
- Валентина Смирнова —  працівниця лазні
- Світлана Смирнова —  вагітна жінка в лазні
- Людмила Аржаннікова —  диктор на радіо
- Ольга Волкова —  епізод
- Кирило Гунн —  епізод

## Знімальна група
- Режисер — Костянтин Лопушанський
- Сценаристи — Альбіна Шульгіна, Костянтин Лопушанський
- Оператор — Анатолій Лапшов
- Композитор — Євген Іршаї
- Художник — Володимир Свєтозаров